# Sturt Highway

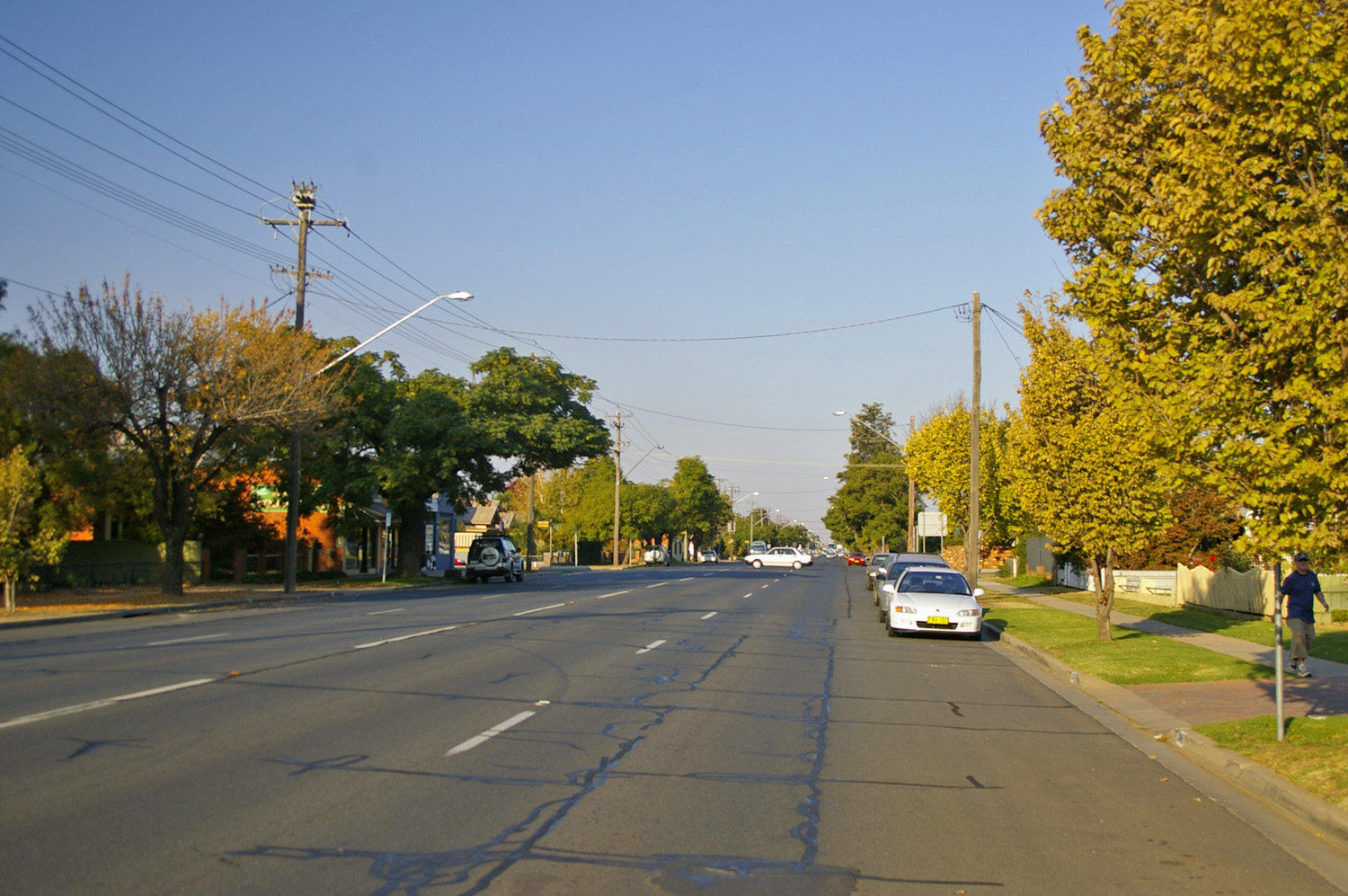
La Sturt Highway à Wagga Wagga.

La Sturt Highway est une route australienne passant en Nouvelle-Galles du Sud, Victoria et Australie-Méridionale. Elle fait partie du réseau national AusLink et est une portion de la principale route entre Sydney et Adélaïde. 

## Route
La Sturt Highway commence à sa jonction avec l'Hume Highway, près de Gundagai. Elle se dirige plus ou moins plein ouest, en passant par le nord-ouest du Victoria avant d'entrer en Australie-Méridionale. Elle passe par les villes de Wagga Wagga, Mildura, Narrandera, Hay, Balranald, Renmark, Blanchetown, Berri, Nuriootpa et Gawler. 
Au Victoria et en Australie-Méridionale, la route porte le numéro de route nationale A20 , tandis qu'en Nouvelle-Galles du Sud, elle est simplement la route nationale 20 . Elle se poursuit vers le sud à partir de Gawler en direction d'Adélaïde par la Main North Road. 

## Modernisation

### Australie-Méridionale
Aucune portion de la Sturt Highway n'a été construit comme route à double voie mais des travaux sont actuellement pour mettre la route aux normes autoroutières entre la rocade de Gawler et Greenock dans la vallée Barossa. La première étape de ce projet est maintenant terminée avec l'ouverture de la section de 3 kilomètres entre Daveyston et Greenock. Le doublement des 17 kilomètres restants entre Gawler et Daveyston devrait être achevé d'ici la fin de 2009. 
La Sturt Highway devrait également être prolongée de 22 kilomètres au sud-ouest de Gawler pour répondre la Port Wakefield Road (route nationale A1) à Waterloo Corner, dans le cadre d'un projet commun AusLink/Gouvernement d'Australie-Méridionale pour construire une nouvelle autoroute, l'autoroute du Nord. Cela fournira un meilleur accès au transport routier vers Port Adélaïde et les zones industrielles à l'ouest et nord-ouest de la ville. Une fois terminé ce tronçon, la Sturt Highway sera aux normes autoroutières entre Adélaide et la vallée Barossa. 
D'autres travaux en Australie-Méridionale comprennent un certain nombre de mises de tronçons à trois voies ces dernières années pour aider à rendre plus sûr les dépassements en raison du volume élevé de trafic. De nombreux virages près de Waikerie ont été redressés et des travaux de mises à niveau supplémentaires sont prévus d'ici 2009.

### Victoria
Il y a aussi un projet de déviation pour les poids-lourds à Mildura qui sera financé par le plan AusLink 2.